# Aphanocephalus infirmus
Aphanocephalus infirmus is een keversoort uit de familie Discolomatidae. De wetenschappelijke naam van de soort is voor het eerst geldig gepubliceerd in 1956 door John.